# آرباشوو
آرباشوو (به لاتین: Arbashevo) یک منطقهٔ مسکونی در روسیه است که در باشقیرستان واقع شده است.